# Amphinecta decemmaculata
Amphinecta decemmaculata is een spinnensoort uit de familie Desidae. De soort komt voor in Nieuw-Zeeland.